# Ulice i place w Białymstoku
To jest artykuł poświęcony ulicom i placom w Białymstoku. Informacje znajdują się w tabelach wraz z innymi ulicami.
| nazwa pierwotna                                       | nazwy przejściowe | nazwa obecna               | Na mapie |
| ----------------------------------------------------- | --- | -------------------------- | -------- |
| Sadowaja (przed 1919)                                 | Wersalska(1919-?), Zyndrama-Kościałkowskiego,(?-1940), Moskiewska (1940-przed 1942) Am Schlossparkstrasse (ul. przy Parku Zamkowym,przed 1942-1945),Wersalska (1945-1949), Rokossowskiego (1949-1956) | Akademicka (od 1956)       |          |
| Trasa W-Z (nazwa z czasów przed budową drogi, ?-1956) | Al. 1 Maja (1956-1990) | Al. Piłsudskiego(od 1990)  |          |
| Mariampolska (do 1931)                                | Bema (1931-1940), Komsomolska (1940-1942), Barbarastrasse (1942-1945) | Gen. Józefa Bema (od 1945) |          |
| Botaniczna (przed 1910-przed 1942)                    | Tapiauerstrasse (?, przed 1942-1945) | Botaniczna (od 1945)       |          |
| Bulwarna (przed 1889-1919)                            | Branickiego (1919-1940), Szczorsa (1940-przed 1942), Goethego (przed 1942-1945), Branickiego (1945-1949), Lenina (1949-1990)                                                                          | Branickiego (od 1990)      |          |

## Centrum
| nazwa pierwotna                   | Nazwy przejściowe | Nazwa obecna                                     | Na mapie |
| --------------------------------- | --- | ------------------------------------------------ | -------- |
| Częstochowska (przed 1939)        | Rewolucyjna (okres okupacji radzieckiej), Leipziger (Lipska, okres okupacji niemieckiej)                                                                                              | Częstochowska (od końca wojny)                   |          |
| Nowoszosowa (do 1919)             | Kolejowa, Dąbrowskiego, Czapajewa (okres okupacji sowieckiej), Königsberger (Królewiecka, okres okupacji niemieckiej)                                                                 | Dąbrowskiego (od końca wojny)                    |          |
| Grochowa (po 1919?)               | Kretastrasse (okres okupacji niemieckiej), Mikołaja Ostrowskiego (1954-1990) | Grochowa (od 1990)                               |          |
| Zatylna Północna (1799)           | Jewrejska (do 1919), Żydowska (międzywojnie, 1945-1955), Międzynarodowa (okres okupacji radzieckiej), Leopoldstrasse (okres okupacji niemieckiej), Małgorzaty Fornalskiej (1955-1990) | Dr. Ireny Białówny (od 1990)                     |          |
| Niemiecka (do 1919)               | Kilińskiego (międzywojnie), Sowiecka (okres okupacji radzieckiej), Deutsche ("niemiecka", okres okupacji niemieckiej)                                                                 | Kilińskiego (od końca wojny)                     |          |
| Edwarda Próchniaka (1956-1990)    | | Władysława Liniarskiego (od 1990)                |          |
| Choroska (1799)                   | Lipowa (przed 1919-?), Piłsudskiego, Langasse ("długa alejka" [?], okres okupacji niemieckiej), Lipowa (do 1949), Stalina (1949-1956)                                                 | Lipowa (od 1956)                                 |          |
| Zagumienna (1799)                 | Kupiecka (przed wojną), Proletariacka (okres okupacji radzieckiej), Markgrafen (okres okupacji niemieckiej)                                                                           | Malmeda (od 1946)                                |          |
| Brzeska i Puszkinska (do 1919)    | Mickiewicza (międzywojnie), Reichsmarachall (okres okupacji niemieckiej) | Mickiewicza (od końca wojny)                     |          |
| Nowy Świat (przed 1939)           | Swierdłowa (okres okupacji radzieckiej), Heidelberger (okres okupacji niemieckiej) | Nowy Świat (od końca wojny)                      |          |
| Płotniczna (przed 1919)           | Piękna (międzywojnie), Planen ("Plan" [?], okres okupacji niemieckiej) | Piękna (od końca wojny)                          |          |
| Poleska (do okupacji niemieckiej) | Preussisch (Pruska, okres okupacji niemieckiej) | Poleska (od końca wojny)                         |          |
| Instituski Zaułek (do 1919)       | Zamkowy Zaułek | Plac Jana Pawła II (od 1994)                     |          |
| Plac Uniwersytecki (od 2000)      | | Plac Niezależnego Zrzeszenia Studentów (od 2017) |          |
| Plac Bazarny (do 1919)            | | Rynek Kościuszki (od 1919)                       |          |
| Wasilkowska (1799)                | Mikołajewska (do 1919), Lenina (okres okupacji sowieckiej), Ericha Kocha (okres okupacji niemieckiej), Sienkiewicza (do 1949),                                                        | Sienkiewicza (od 1956)                           |          |
| Suraska (1799)                    | Wesołowskiego (1954-1990) | Suraska (od 1990)                                |          |
| Staroszosowa (przed 1919)         | Św. Rocha (międzywojnie), Październikowa (okres okupacji radzieckiej), Tannenberg (okres okupacji niemieckiej), Św. Rocha (1945-1947), Manifestu Lipcowego (1947-1990)                | Św. Rocha (od 1990)                              |          |
| Polowa (1910)                     | Polna (międzywojnie), Feldstrasse (okres okupacji niemieckiej), Polna (do 1948) | Ludwika Waryńskiego (od 1948)                    |          |
| Białostoczańska (1919)            | Kamerunstrasse (okres okupacji niemieckiej), Produkcyjna (do 1945-1951?) | Włókiennicza (po 1951)                           |          |
| Zielona (1799)                    | Zielenaja (okres zaborów), Ludwika Zamenhofa (międzywojnie), Grüne (okres okupacji niemieckiej)                                                                                       | Ludwika Zamenhofa (od końca wojny)               |          |

## Białostoczek
| nazwa pierwotna                   | Nazwy przejściowe                                                                                                   | Nazwa obecna                  | Na mapie |
| --------------------------------- | --- | ----------------------------- | -------- |
| Poleska (do okupacji niemieckiej) | Preussisch (Pruska, okres okupacji niemieckiej)                                                                     | Poleska (od końca wojny)      |          |
| Kaniowska (przed wojną)           | Uferweg (Brzegowa ścieżka, okres okupacji niemieckiej), Kaniowska (1945-1949), I Armii Wojska Polskiego (1949-2017) | Bitwy białostockiej (od 2017) |          |
| Radzymińska (przed wojną)         | 1 Maja (okres okupacji radzieckiej), Rosen (Różana, okres okupacji niemieckiej)                                     | Radzymińska (od końca wojny)  |          |
| Sitarska                          | Blumen (kwiecie, okres okupacji niemieckiej)                                                                        | Sitarska (od końca wojny)     |          |
| Szosa Północno-obwodowa (do 1998) | | Maczka(od 1998)               |          |
| Szosa Północno-obwodowa (do 1998) | | Andersa (od 1998)             |          |

## Sienkiewicza
| nazwa pierwotna                   | Nazwy przejściowe | Nazwa obecna                |
| --------------------------------- | --- | --------------------------- |
| Strukowska (1910)                 | Ciepła (1919-1942), Hammerstrasse (Młotkowa, okres okupacji niemieckiej)                                                                                    | Ciepła (od końca wojny)     |
| Aleja 1 Maja (od 1956)            | | Al. Józefa Piłsudskiego     |
| Pocztowa (do 1919)                | Jurowiecka (międzywojnie), Post (pocztowa, okres okupacji niemieckiej)                                                                                      | Jurowiecka (od końca wojny) |
| Wasilkowska (1799)                | Mikołajewska (do 1919), Sienkiewicza (międzywojnie), Lenina (okres okupacji sowieckiej), Ericha Kocha (okres okupacji niemieckiej), Sienkiewicza (do 1949), | Sienkiewicza (od 1956)      |
| Poleska (do okupacji niemieckiej) | Preussisch (Pruska, okres okupacji niemieckiej) | Poleska (od końca wojny)    |
| Miastnicka (1910)                 | Wąska (międzywojnie), Fleischer, Rand (okres okupacji niemieckiej)                                                                                          | Wąska (od końca wojny)      |

## Bojary
| nazwa pierwotna                                                             | Nazwy przejściowe | Nazwa obecna                      |
| --------------------------------------------------------------------------- | --- | --------------------------------- |
| Bulwarna (do 1919) (część do Świętojańskiej)                                | Branickiego (międzywojnie), Szczorsa (okres okupacji radzieckiej), Goethego (okres okupacji niemieckiej), Branickiego (1945-1949), Lenina (1949-1990, od 1981 też część od Świętojańskiej)                                   | Branickiego (od 1990)             |
| Zamkowa (1799)                                                              | Instytutowa (do 1919), Pałacowa (międzywojnie), Żwirki i Wigury (lata 30.), Czkałowa (okres okupacji radzieckiej), Reinharda Heydricha (okres okupacji niemieckiej), Żwirki i Wigury (1945-1950), Marchlewskiego (1950-1989) | Pałacowa (od 1989)                |
| Wiwilowska (do 1919)                                                        | Piasta (międzywojnie), Gorkiego (okres okupacji radzieckiej), Livland (Liwońska, okres okupacji niemieckiej) | Piasta (od końca wojny)           |
| Aleja 1 Maja (od 1956)                                                      | | Al. Józefa Piłsudskiego (od 1990) |
| Gogolewska (do 1919)                                                        | Słonimska (międzywojnie), Kirowa (okres okupacji radzieckiej), Reinharda Heydricha (okres okupacji niemieckiej), Słonimska (1945-1951), Wolna (1951-?)                                                                       | Słonimska                         |
| Wasilkowska (1799)                                                          | Mikołajewska (do 1919), Sienkiewicza (międzywojnie) Lenina (okres okupacji sowieckiej), Ericha Kocha (okres okupacji niemieckiej), Sienkiewicza (do 1949),                                                                   | Sienkiewicza (od 1956)            |
| Świojańska (1799)                                                           | Prudzka (do 1919), Świętojańska (międzywojnie), Kominternu (okres okupacji radzieckiej), Kant (kant, okres okupacji niemieckiej), Świętojańska (1945-1949), Nowotki (1949-1989)                                              | Świętojańska (od 1989)            |
| Towarowa (przed wojną)                                                      | Eisenbahn (kolejowa, okres okupacji niemieckiej) | Towarowa (od końca wojny)         |
| Bojarska (do Pałacowej), Nowy Świat (od Pałacowej do Świętojańskiej) (1799) | Aleksandrowska (do 1919), Warszawska (międzywojnie), Pierackiego (lata 30.), Armii Czerwonej (okres okupacji radzieckiej),                                                                                                   | Warszawska (od końca wojny)       |

## Piaski
| nazwa pierwotna                                                     | Nazwy przejściowe | Nazwa obecna                                                             |
| ------------------------------------------------------------------- | --- | ------------------------------------------------------------------------ |
| Sadowaja (przed 1919)                                               | Wersalska, Zyndrama Kościałkowskiego, Am Schlosspark ("w parku zamkowym", okres okupacji niemieckiej), Wersalska (do 1949), Rokossowskiego (1949-1956)                                                                                     | Akademicka (od 1956)                                                     |
| Nowoniemiecka i Sołdacka (do 1919)                                  | Legionowa (międzywojnie), Lotnicza (okres okupacji radzieckiej). Hamanna (okres okupacji niemieckiej), Legionowa (1945-1949), Dzierżyńskiego (1949-1989)                                                                                   | Legionowa (od 1989)                                                      |
| Mazowiecka (przed 1939)                                             | Hochmeister (1942-1945) | Mazowiecka (od 1945)                                                     |
| Olejniczaka (wyznaczona po wojnie na przebiegu dawnej ulicy Piwnej) | | Skłodowskiej-Curie (od 1956)                                             |
| Świojańska (1799)                                                   | Prudzka (do 1919), Świętojańska (międzywojnie), Kominternu (okres okupacji radzieckiej), Kant (kant, okres okupacji niemieckiej), Świętojańska (1945-1949), Nowotki (1949-1989)                                                            | Świętojańska (od 1989)                                                   |
| Konny Zaułek (przed 1919)                                           | Tadeusza Czackiego (międzywojnie), Wieland (okres okupacji niemieckiej) | Tadeusza Czackiego (od końca wojny)                                      |
| Garbarska (międzywojnie), Podedwornego (od 1974), Łosowa (do 1919(  | Waszyngtona (d. Łosowa, międzywojnie), Engelsa (d. Łosowa, okres okupacji radzieckiej), Turm (wieżowa lub dzwonniczna,d. Garbarska okres okupacji niemieckiej), Garbarska (d. Garbarska 1945-1974), Lubinieckiego (d. Garbarska, 1974-190) | Waszyngtona (d. Łosowa od 1945, d. Lubinieckiego i Podedwornego od 1990) |
| Flakiertowska (1910)                                                | Wesoła (międzywojnie), Werwolf (okres okupacji niemieckiej) | Wesoła (od końca wojny)                                                  |
| Słobodzka (do 1919)                                                 | Wiejska (międzywojnie), Lilienthala (okres okupacji niemieckiej) | Wiejska (od końca wojny)                                                 |
| Szosa Zwierzyniecka (do 1968)                                       | | Zwierzyniecka (od 1968)                                                  |

## Pozostałe części miasta
| Nazwa z PRL-u               | Nazwa obecna                   | Osiedle      |
| --------------------------- | ------------------------------ | ------------ |
| Wandy Wasilewskiej          | Hanki Ordonówny                | Antoniuk     |
| Jurija Gagarina (do 1996)   | "Solidarności" (od 1996)       | Antoniuk     |
| Aleksandra Waszkiewicza     | Św. Maksymiliana Marii Kolbego | Jaroszówka   |
| gen. Karola Świerczewskiego | 11 Listopada                   | Mickiewicza  |
| Mistrzów Plonów             | Kard. Stefana Wyszyńskiego     | Przydworcowe |
| Przodowników Pracy          | Bohaterów Monte Cassino        | Przydworcowe |
| Armii Radzieckiej           | Baranowicka                    | Skorupy      |
| 27 lipca (do 2013)          | 42. Pułku Piechoty (od 2013)   | Wygoda       |

| Nazwa z PRL-u            | Nazwa obecna                      | Osiedle       |
| ------------------------ | --------------------------------- | ------------- |
| Wojsk Ochrony Pogranicza | Depowa                            | Bema          |
| Gen. Zygmunta Berlinga   | Gen. Józefa Hallera               | Dziesięciny I |
| Armii Ludowej            | ks. Jana Twardowskiego            | Jaroszówka    |
| Dymitra Gaskiewicza      | płk. Łukasza Cieplińskiego        | Jaroszówka    |
| Eweliny Sawickiej        | Powstańców Warszawy               | Jaroszówka    |
| Janka Krasickiego        | Feliksa Zelmanowicza "Zagończyka" | Jaroszówka    |
| Teodora Duracza          | Danuty Siedzikówny "Inki"         | Jaroszówka    |
| Zygmunta Kościńskiego    | Anny Jagiellonki                  | Jaroszówka    |
| Leona Kruczkowskiego     | Tadeusza Gajcego                  | Młodych       |
| Wincentego Rzymowskiego  | Świętego Jerzego                  | Nowe Miasto   |
| Romana Pazińskiego       | Ireny Zarzeckiej "Cierń"          | Starosielce   |
| Aleksandra Gorbatowa     | Jacka Malczewsiego                | Wygoda        |
| Juliana Leńskiego        | Wiesława Janickiego               | Wygoda        |

| Nazwa pierwotna                                                                             | Nazwa przejściowa                                           | Nazwa obecna                                                                     | Osiedle                                                   |
| ------------------------------------------------------------------------------------------- | ----------------------------------------------------------- | -------------------------------------------------------------------------------- | --------------------------------------------------------- |
| Szosa Ełcka (od ronda Jagiellonii Białystok do ronda Pamięci Męczeństwa Kresowian, do 2001) |                                                             | Narodowych Sił Zbrojnych (od 2001)                                               | Bacieczki                                                 |
| Szosa Południowa                                                                            |                                                             | Mikołaja Kopernika                                                               | Bema, Przydworcowe                                        |
| Szosa do Supraśla                                                                           |                                                             | Władysława Raginisa                                                              | Jaroszówka, Wygoda                                        |
| Szosa do Wasilkowa                                                                          |                                                             | Władysława Wysockiego                                                            | Jaroszówka                                                |
| Szosa Wschodnia                                                                             | Armii Radzieckiej (do 1991)                                 | Baranowicka (od 1991)                                                            | Skorupy                                                   |
| Szosa Zambrowska                                                                            | Sürdring (okres okupacji niemieckiej)                       | Konstantego Ciołkowskiego                                                        | Dojlidy, Kawaleryjskie, Mickiewicza, Nowe Miasto, Skorupy |
| Szosa do Zielonej                                                                           | 27 lipca (do 2013)                                          | 42. Pułku Piechoty (od 2013)                                                     | Wygoda                                                    |
| Szosa Żółtkowska                                                                            | Zwycięstwa (od ronda R. Reagana do granic miasta) (do 1996) | Aleja Jana Pawła II (od 1996), Zwycięstwa (od ronda R. Reagana do ul. kolejowej) | Młodych, Wysoki Stoczek                                   |